# Solo per i tuoi occhi (film)
Solo per i tuoi occhi (For Your Eyes Only) è un film del 1981 diretto da John Glen.
Si tratta del  dodicesimo film della saga James Bond; il soggetto è liberamente tratto dalla raccolta di racconti di Ian Fleming Solo per i tuoi occhi, in particolare dal racconto eponimo e da Rischio.

## Trama
La nave britannica di raccolta informazioni St Georges, che detiene l'A.T.A.C. (Automatic Targeting Attack Communicator), un congegno con il quale si possono decifrare i codici di lancio dei missili Polaris britannici imbarcati su sommergibili, viene affondata dopo aver accidentalmente pescato a strascico una vecchia mina navale nel Mar Ionio. Poiché la nave è affondata al largo della costa albanese, il governo britannico chiede all'archeologo marino Sir Timothy Havelock di localizzare segretamente la St Georges per evitare di allertare i sovietici. Tuttavia, lui e sua moglie vengono poi assassinati sul loro yacht dal killer cubano Hector Gonzales. La figlia di Havelock, Melina, assiste agli omicidi e giura vendetta.
Anche il capo del KGB, il generale Gogol, è venuto a conoscenza della sorte della St Georges e ha informato il suo contatto in Grecia. L'agente dell'MI6 James Bond riceve l'ordine dal ministro della Difesa, Sir Frederick Gray, e dal capo dello staff dell'MI6 Bill Tanner di recuperare l'A.T.A.C. prima che lo facciano i sovietici, perché il trasmettitore potrebbe essere utilizzato per ordinare attacchi da parte dei missili balistici Polaris dei sottomarini. Bond si reca in Spagna per scoprire chi ha assunto Gonzales.
Mentre spia la villa di Gonzales, Bond viene catturato dai suoi uomini ma riesce a scappare quando un dardo di balestra uccide Gonzales. L'assassino era Melina, che scappa con Bond. Aiutato da Bond, Q usa la tecnologia computerizzata per identificare l'uomo che Bond ha visto pagare Gonzales come Emile Leopold Locque e si reca alla possibile base di Locque a Cortina, in Italia. Lì, Bond incontra il suo contatto, Luigi Ferrari, e un magnate greco degli affari e informatore dell'intelligence ben collegato, Aris Kristatos, che rivela che Locque è impiegato da Milos Columbo, noto come "la Colomba" nella malavita greca, ex compagno di resistenza di Kristatos durante la seconda guerra mondiale. Dopo che Bond va con la protetta di Kristatos, la pattinatrice Bibi Dahl, a una pista di biathlon, un gruppo di tre uomini, tra cui il biatleta della Germania dell'Est Eric Kriegler, insegue Bond, cercando di ucciderlo. Bond scappa e va con Ferrara a dire addio a Bibi in una pista di pattinaggio, dove respinge un altro attentato alla sua vita da parte di tre uomini in tenuta da hockey su ghiaccio. Ferrara viene ucciso nell'auto di Bond, con una spilla da colomba in mano. Bond si reca quindi a Corfù all'inseguimento di Columbo.
Lì, al casinò, Bond incontra Kristatos e gli chiede come incontrare Columbo, senza sapere che gli uomini di Columbo stanno segretamente registrando la loro conversazione. Dopo che Columbo e la sua amante, la contessa Lisl von Schlaf, litigano, Bond si offre di accompagnarla a casa con l'auto e l'autista di Kristatos. I due poi fanno sesso. La mattina dopo, Lisl e Bond vengono aggrediti sulla spiaggia e Lisl viene uccisa da Locque, che la falcia con un buggy da spiaggia prima di scappare a tutta velocità. Bond viene catturato dagli uomini di Columbo prima che Locque possa ucciderlo; Columbo poi dice a Bond che Locque è stato in realtà assunto da Kristatos, che sta lavorando per il KGB per recuperare l'A.T.A.C. Bond accompagna Columbo e il suo equipaggio in un raid in uno dei magazzini di lavorazione dell'oppio di Kristatos in Albania, dove Bond scopre mine navali simili a quella che ha affondato la St Georges, il che suggerisce che non si è trattato di un incidente. Dopo la distruzione della base, Bond insegue Locque e lo uccide spingendo la sua auto giù da un dirupo, mentre lui è intrappolato all'interno.
In seguito, Bond incontra Melina e recuperano l'ATAC dai rottami della St Georges, ma Kristatos li sta aspettando quando emergono e prende loro l'ATAC. I due sfuggono a un tentativo di assassinio e scoprono il punto d'incontro di Kristatos quando il pappagallo di Melina ripete la frase "A.T.A.C. a San Cirillo". Aiutati da Columbo e dai suoi uomini, Bond e Melina irrompono a San Cirillo, un monastero abbandonato in cima a una montagna. Bond scala la cima e uccide Apostis, uno scagnozzo di Kristatos. Mentre Columbo affronta Kristatos, Bond uccide Kriegler.
Bond recupera il sistema A.T.A.C. e impedisce a Melina di uccidere Kristatos dopo che si è arreso. Kristatos si prepara a uccidere Bond con un coltello a scatto nascosto, ma viene ucciso da un coltello lanciato da Columbo; Gogol arriva in elicottero per raccogliere l'A.T.A.C., ma Bond lo lancia dalla scogliera, distruggendolo, mantenendo lo status quo relativamente pacifico, e Gogol se ne va con divertita comprensione. Bond e Melina trascorrono in seguito una serata romantica a bordo dello yacht del padre di lei mentre il pappagallo di Melina riceve una chiamata dall'MI6 e dal Primo Ministro britannico Margaret Thatcher.

## Produzione

### Sceneggiatura
Nel prologo scompare Ernst Stavro Blofeld, lo storico nemico di Bond, e di conseguenza anche la sua organizzazione, la SPECTRE, benché una morte alternativa per Blofeld fosse stata già rappresentata nel 1971 in Una cascata di diamanti. Il motivo di tale scelta di sceneggiatura dipese dal fatto che la EON Productions, produttrice dei film di 007, già da qualche anno non poteva più utilizzare il personaggio di Blofeld nei suoi film a causa di numerose controversie legali: proprio per questo nel classico prologo del film il cattivo viene fatto morire; da notare, comunque, che proprio per motivi legali nella sequenza non si nominano né Blofeld né la SPECTRE, sebbene il personaggio sia assolutamente riconoscibile e la scena lo "coinvolga" personalmente.
Blofeld ritornerà nel 2015 con Spectre dopo il reboot della serie bondiana avvenuta a metà degli anni duemila.

### Cast
- Roger Moore è James Bond, agente dell'MI6 007.
- Julian Glover è Aristotle "Aris" Kristatos, contrabbandiere greco che intende impossessarsi del dispositivo A.T.A.C per poi rivenderlo ai sovietici. È l'antagonista principale del film.
- Carole Bouquet è Melina Havelock, giovane archeologa che cerca vendetta per la morte dei suoi genitori.
- Chaim Topol è Milos Columbo, contrabbandiere e rivale di Kristatos.
- Lynn-Holly Johnson è Bibi Dahl, nipote di Kristatos.
- Michael Gothard è Emile Loque, sicario assoldato da Kristatos.
- John Wyman è Eric Kriegler, agente del KGB che ha il compito di ritrovare l'ATAC con l'aiuto di Kristatos.
- Cassandra Harris è la contessa Lisl von Schlaf alleata di Columbo. L'attrice era nella realtà la moglie di Pierce Brosnan, futuro interprete di Bond.
- Geoffrey Keen è Frederick Gray, ministro della difesa.
- James Villiers è Bill Tanner, capo di Stato maggiore del SIS.
- Desmond Llewelyn è Q, capo del laboratorio attrezzature dell'MI6.
- Lois Maxwell è Miss Moneypenny, la segretaria di M.
- Walter Gotell è il generale Gogol, capo del KGB.

Per la prima volta nella serie è assente il personaggio di M: il suo interprete Bernard Lee è infatti deceduto poco prima delle riprese, venendo per questo sostituito da Frederick Gray e da Bill Tanner.
Come di consueto anche in questo film il produttore Michael G. Wilson compare in un piccolo cameo, questa volta nei panni di un prete greco al matrimonio.

### Riprese

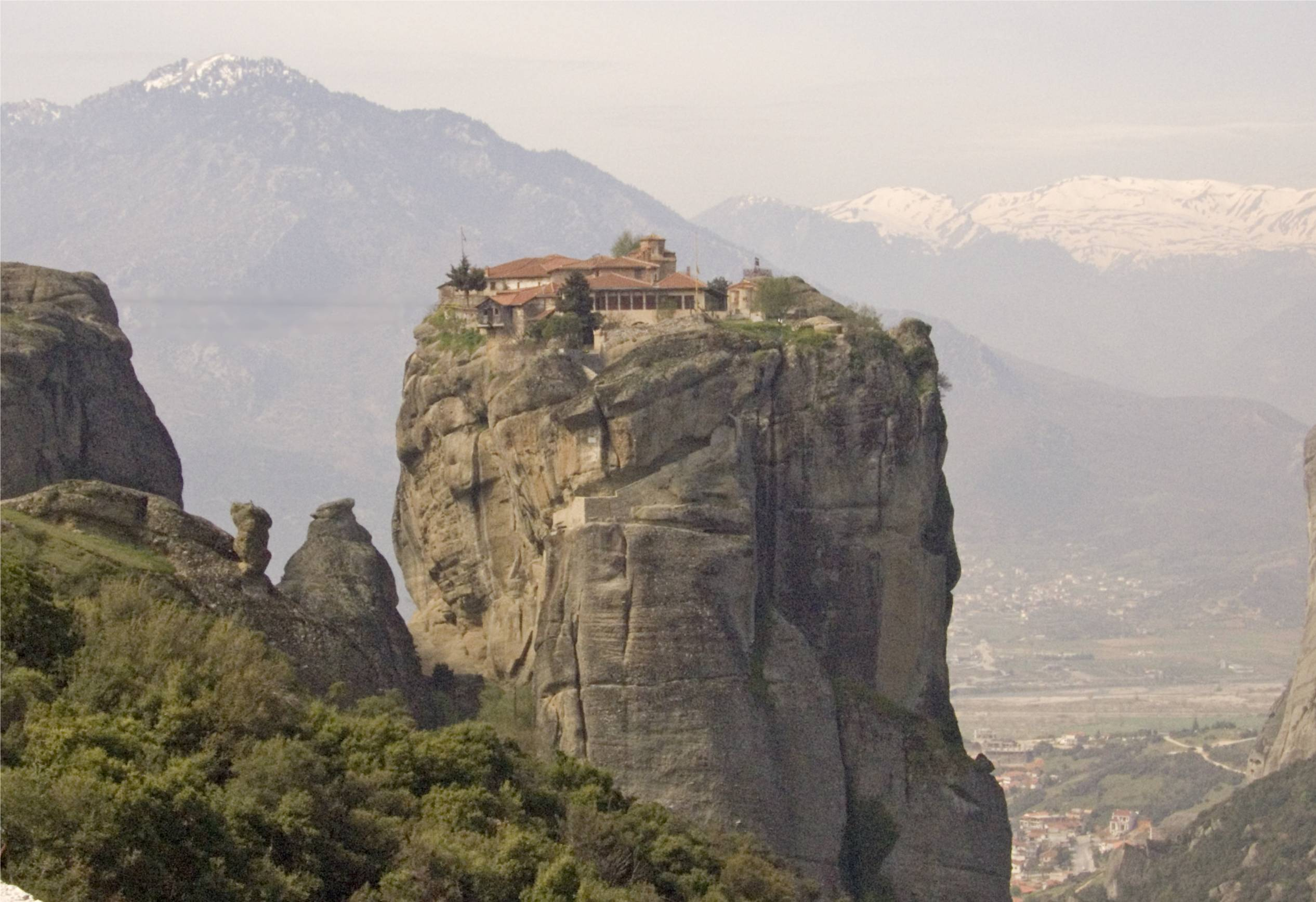
Il monastero Aghia Triada nelle Meteore, in Tessaglia (Grecia), ove si svolge lo scontro finale tra Bond con i suoi alleati e Kristatos.

Diverse scene del film, iniziato a girare sull'isola di Corfù il 15 settembre 1980, sono state riprese a Cortina d'Ampezzo; qui, a causa di un incidente nella scena dell'inseguimento sulla pista olimpica di bob, morì lo stuntman italiano Paolo Rigon. Per il resto il film è stato girato in Grecia, soprattutto nella succitata Corfù: di quest'ultima si può riconoscere quella che oggi è la spiaggia Issos, dov'è stata ambientata la scena dell'uccisione della contessa Lisl Von Schlaf.
La scena finale è ambientata alle Meteore, nei pressi della città di Kalambaka, in particolare nel monastero Aghia Triada. Tuttavia le sequenze ambientate all'interno dell'edificio dovettero venire girate su un set presso i Pinewood Studios, nel Regno Unito: nonostante la EON avesse pagato la chiesa ortodossa per autorizzare le riprese, i monaci locali protestarono, tra le altre cose mettendo perfino i loro panni stesi alla finestra pur di sabotare la produzione. Si era precedentemente tentato di girare con un finto monastero costruito su un pinnacolo, il cui uso venne però vietato dalle autorità locali.

## Colonna sonora
Il motivo conduttore del film, For Your Eyes Only, musicato da Bill Conti e con testo di Michael J. Leeson, venne interpretato dalla cantante britannica Sheena Easton e ottenne un buon successo in classifica.
Precedentemente era stato chiesto ai Blondie d'interpretare il brano, ma la band newyorkese declinò l'offerta quando capirono che i produttori volevano che cantassero la canzone già scritta da Conti invece di un pezzo composto da loro; il brano dei Blondie venne poi inserito nell'album The Hunter del 1982.

## Riconoscimenti
- 1982 – Premio Oscar
  - Candidatura alla migliore canzone a Bill Conti per For Your Eyes Only
- 1982 – Golden Globe
  - Candidatura alla migliore canzone originale a Bill Conti per For Your Eyes Only